# Hayward Gallery

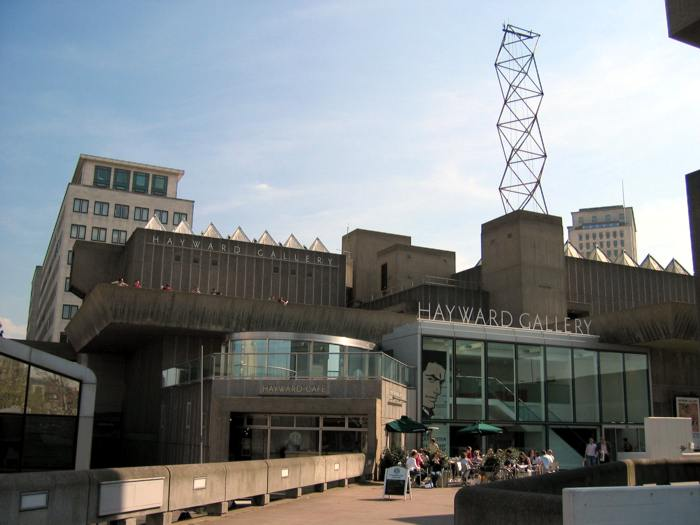
Hayward Gallery

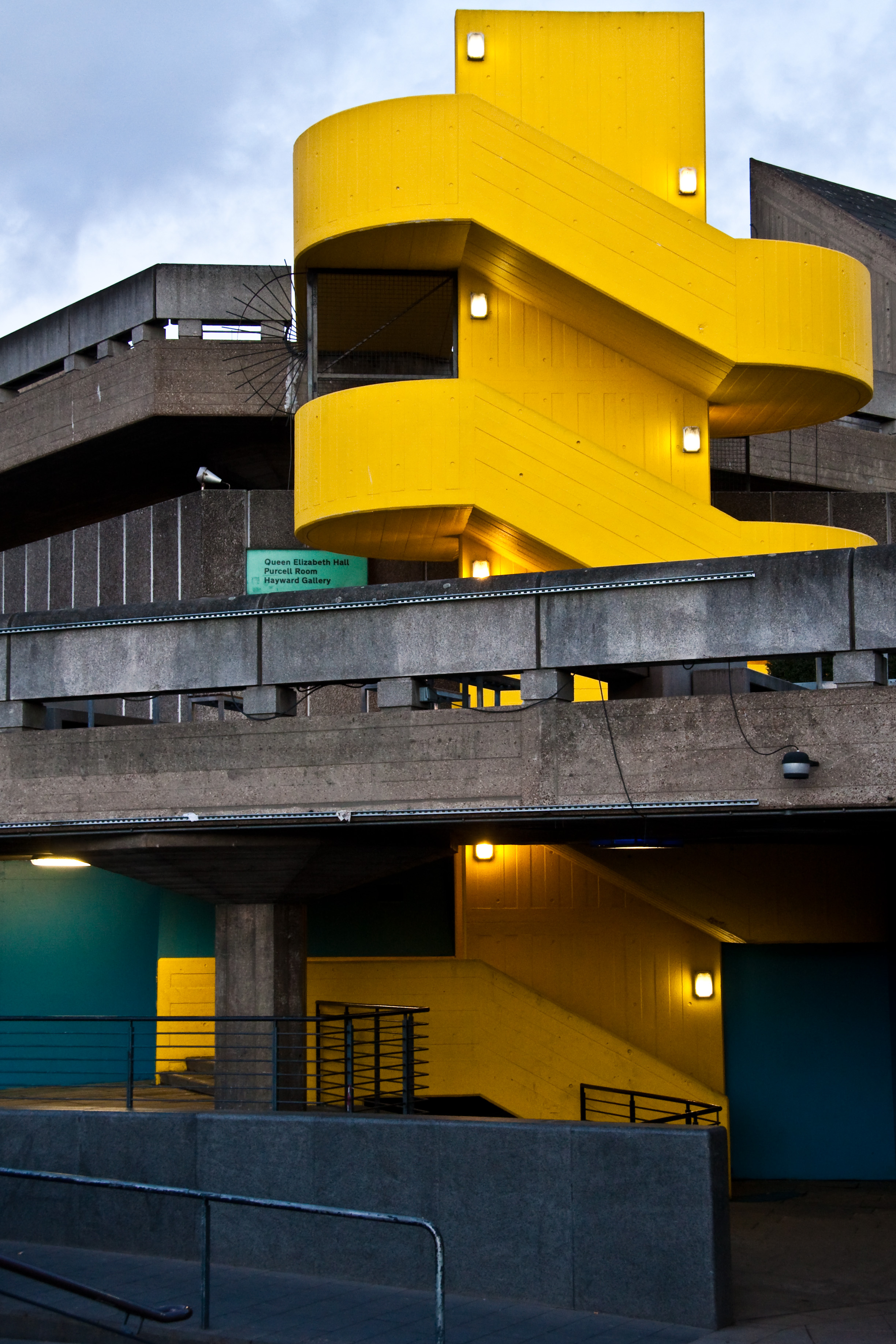
Ett av trapphusen som leder till Hayward Gallery, Queen Elizabeth Hall och Purcell Room.

Hayward Gallery, eller Hayward, är en konsthall i Southbank Centre i London i Storbritannien. Hayward Gallery ligger bredvid flera andra stora institutioner i Southbank Centre som Royal Festival Hall och Queen Elizabeth Hall samt Royal National Theatre och Brittiska filminstitutet. Byggnaden där konsthallen är inrymd invigdes i juli 1968, ritades av ett team under ledning av arkitekten Norman Engleback, och är med sitt massiva uttryck och synliga betong en typisk representant för brutalismen. Konsthallen har fått sitt namn efter Isaac Hayward, en långvarig (1947−1965) politisk ledare för London County Council, vilket var en föregångare till Greater London Council. Mellan 1968 och 1986 sköttes konsthallen av Arts Council of Great Britain, därefter av Southbank Centre.

## Utställningar
Hayward producerar tre till fyra större utställningar med modern eller samtida konst om året, men har ingen permanent utställning.  